# Tūja
Tūja, rusky Туя, je malá přímořská vesnice v seniorátu Liepupe (Liepupes pagastā) v kraji Limbaži v regionu Vidzeme v Lotyšsku. Nachází se na pobřeží Rižského zálivu Baltského moře. Vesnice s plážemi je také populárním turistickým cílem.

## Další informace
Tūja vznikla v době Sovětského svazu pro potřeby ubytování dělníků tehdejší továrny „Cēsu būvmateriālu rūpnīcas ceha“. Vesnicí protéká říčka Zaķupīte, která ústí do Rižského zálivu. Kromě obydlí, jsou zde také kavárny, restaurace, prodejny, hotely, kempy, půjčovny, pláž aj. Ve vesnici je také knihovna, autobusové zastávky a působí zde také místní dobrovolnické sdružení „Tūjaskrasts“, které si klade za cíl zvelebování Tūje. Pláže jsou písčité s občasnými bludnými balvany a souvky. Zajímavostí jsou také balancující kameny a blízká přírodní památka - bludný balvan Zaķu akmens.

## Galerie

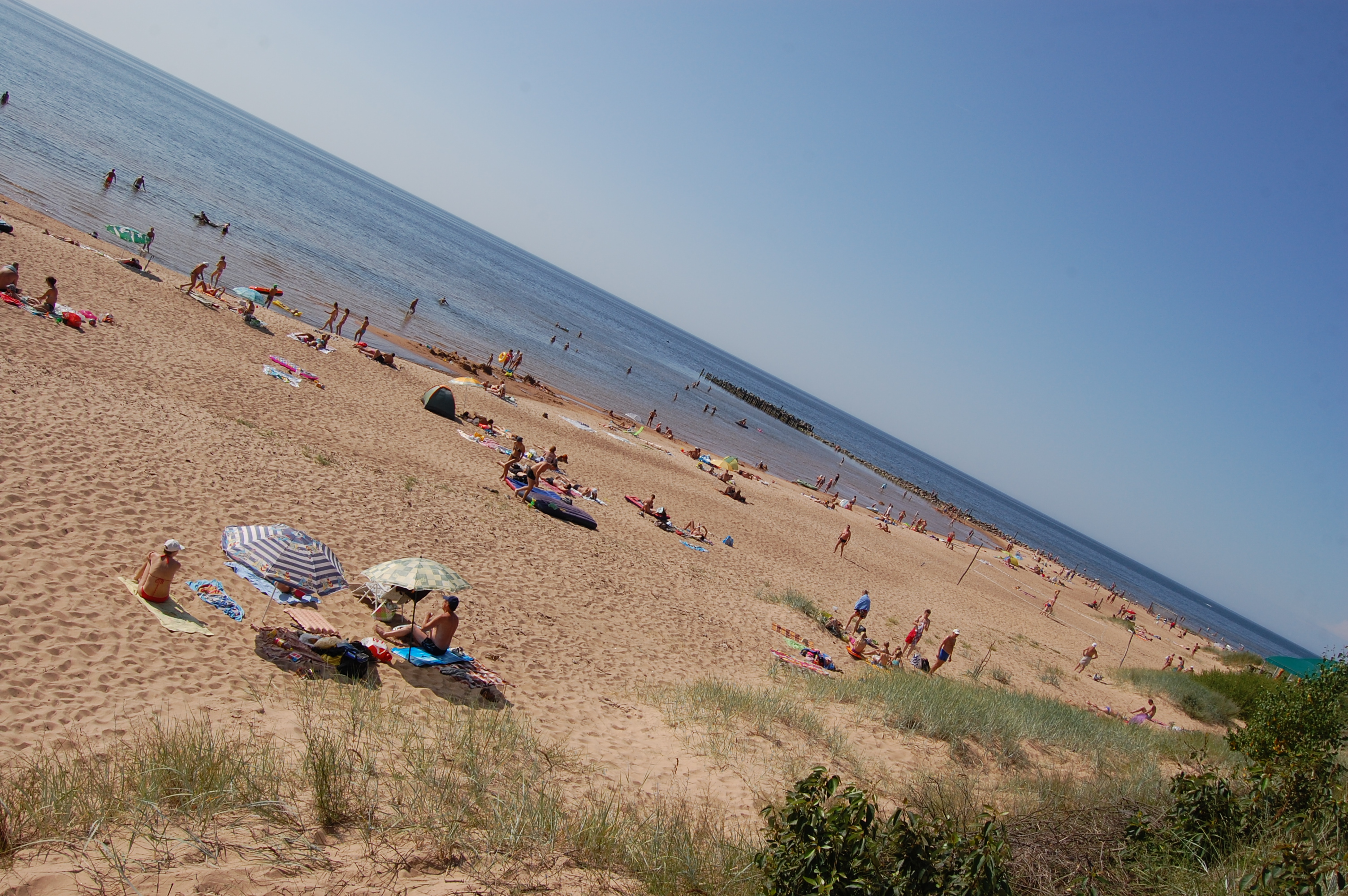
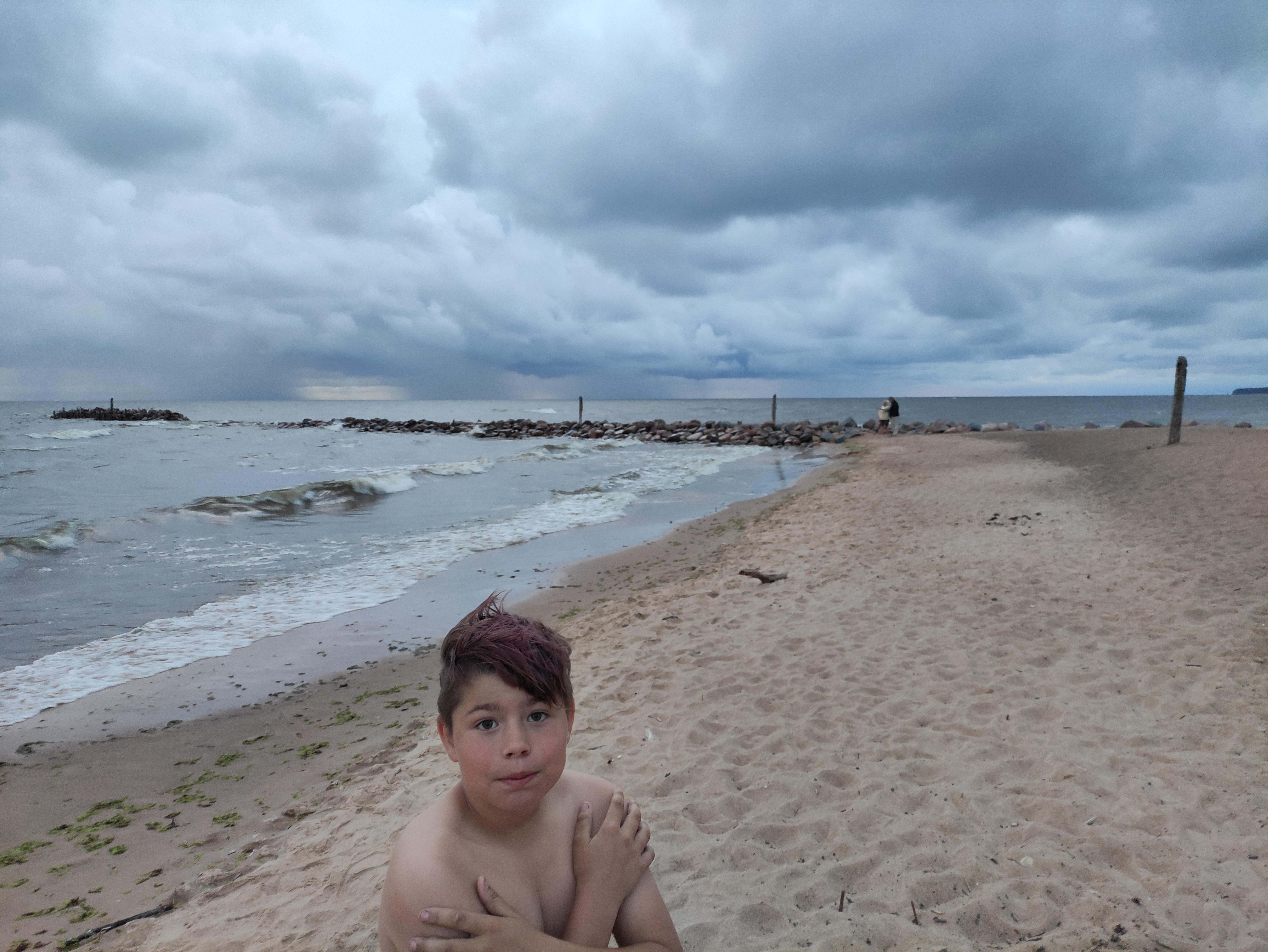
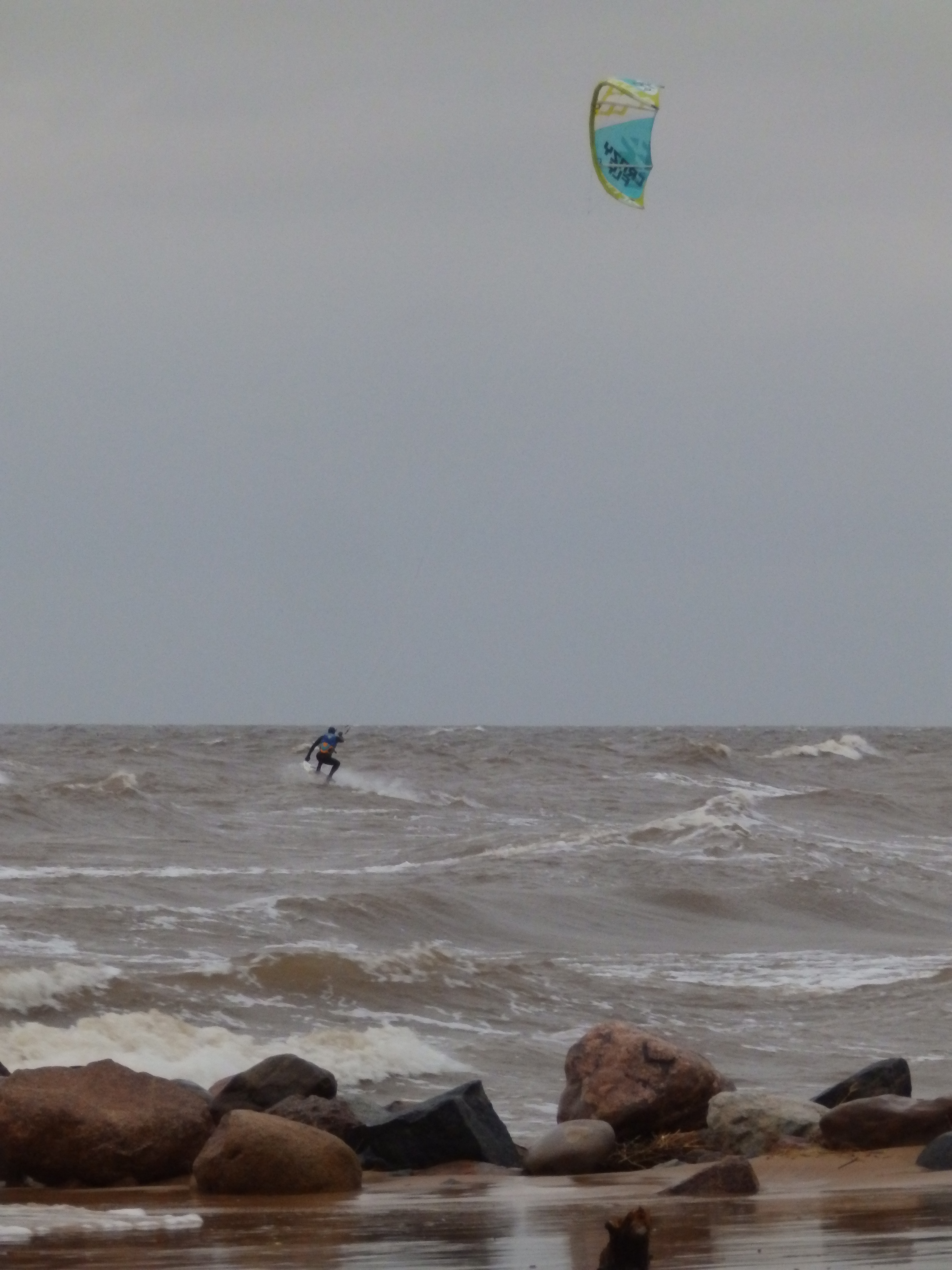
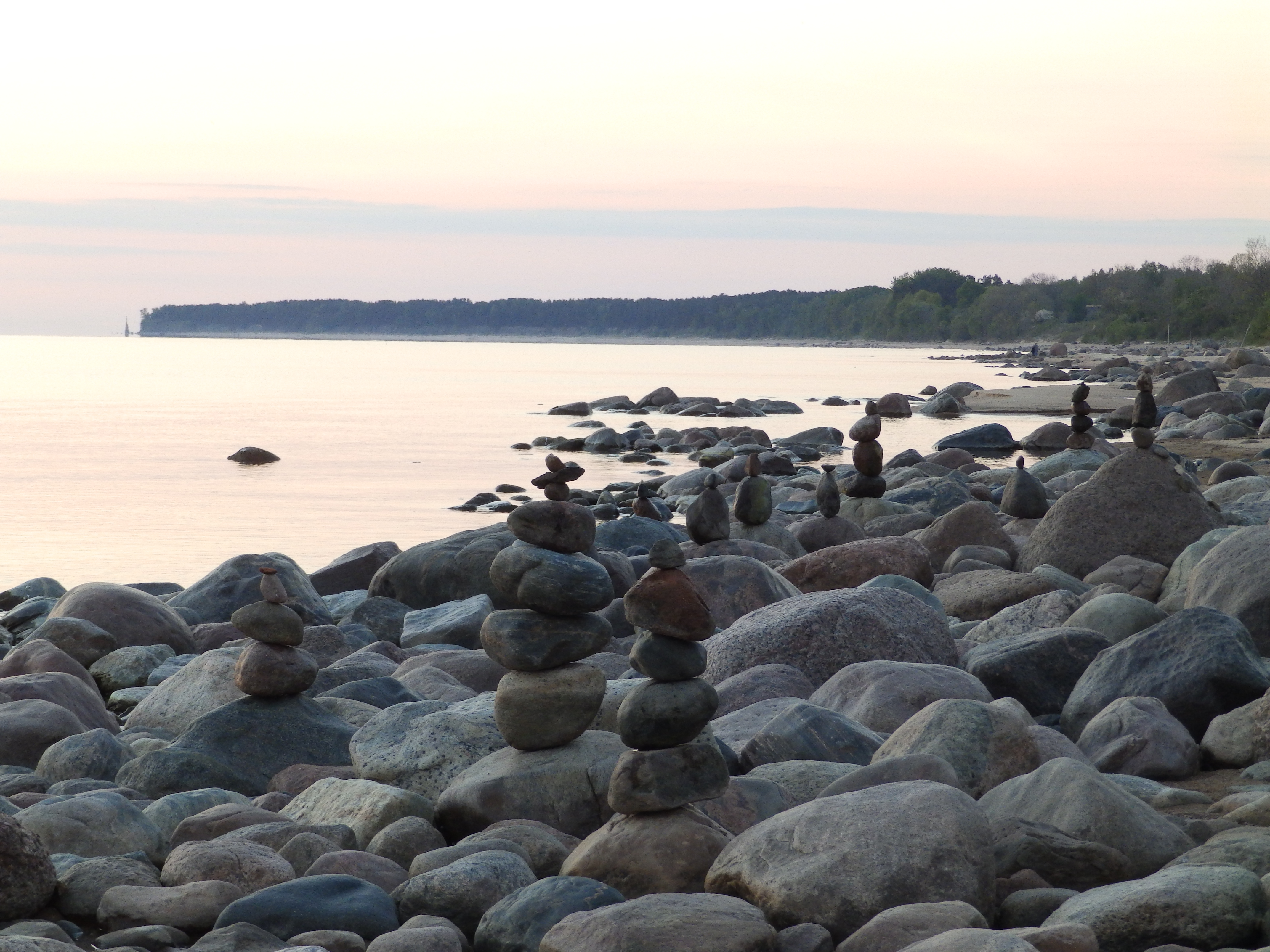
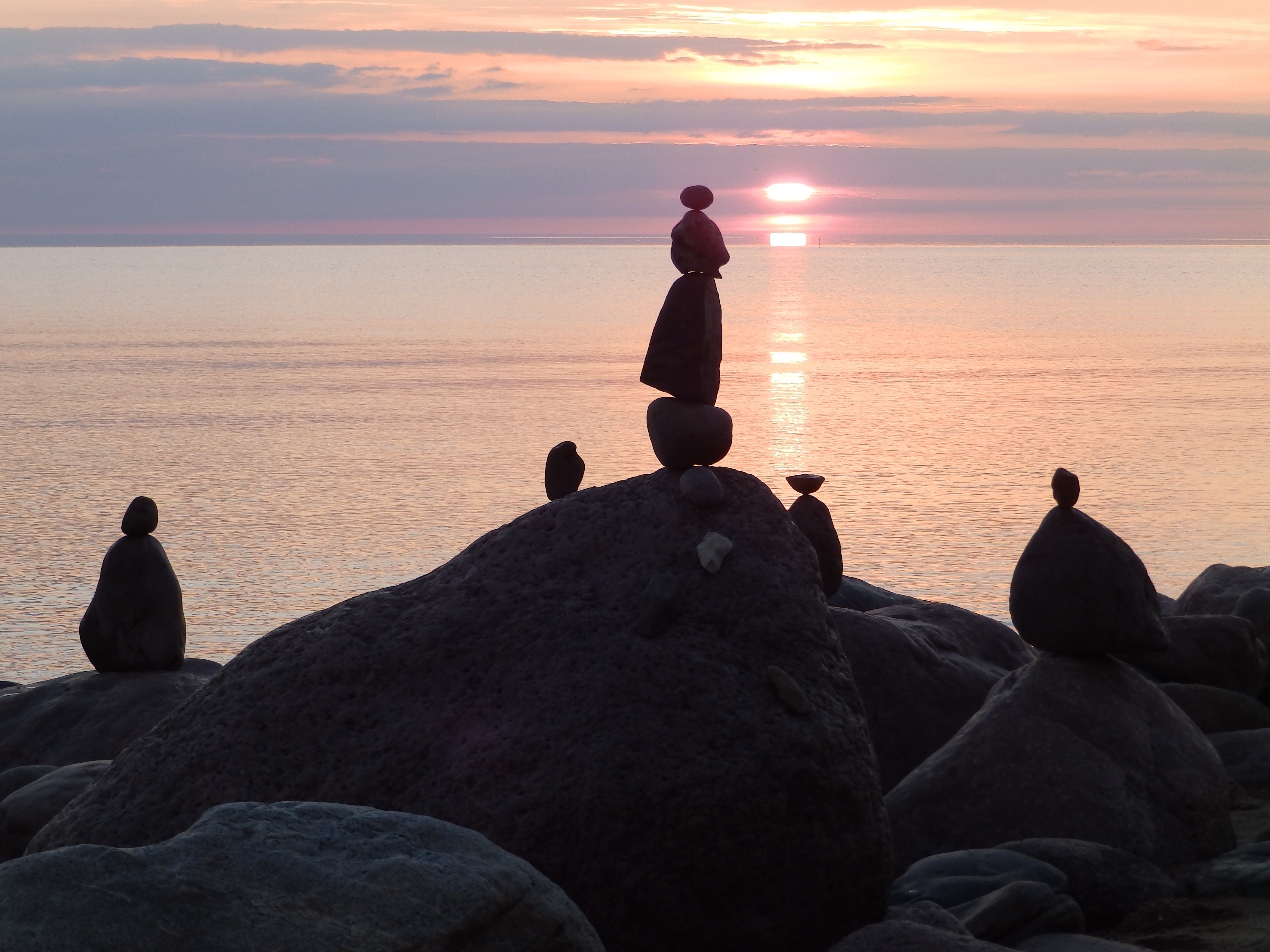
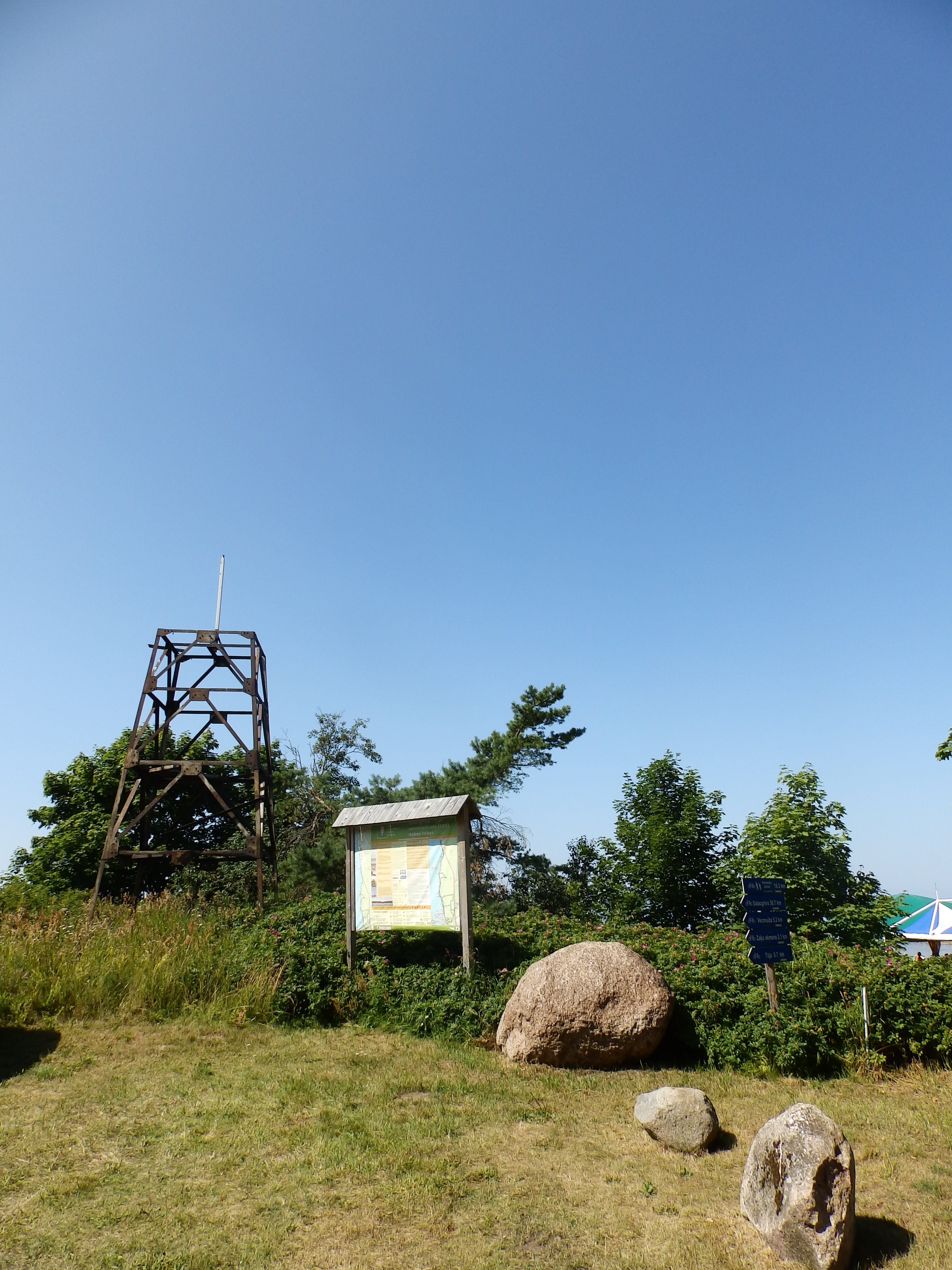
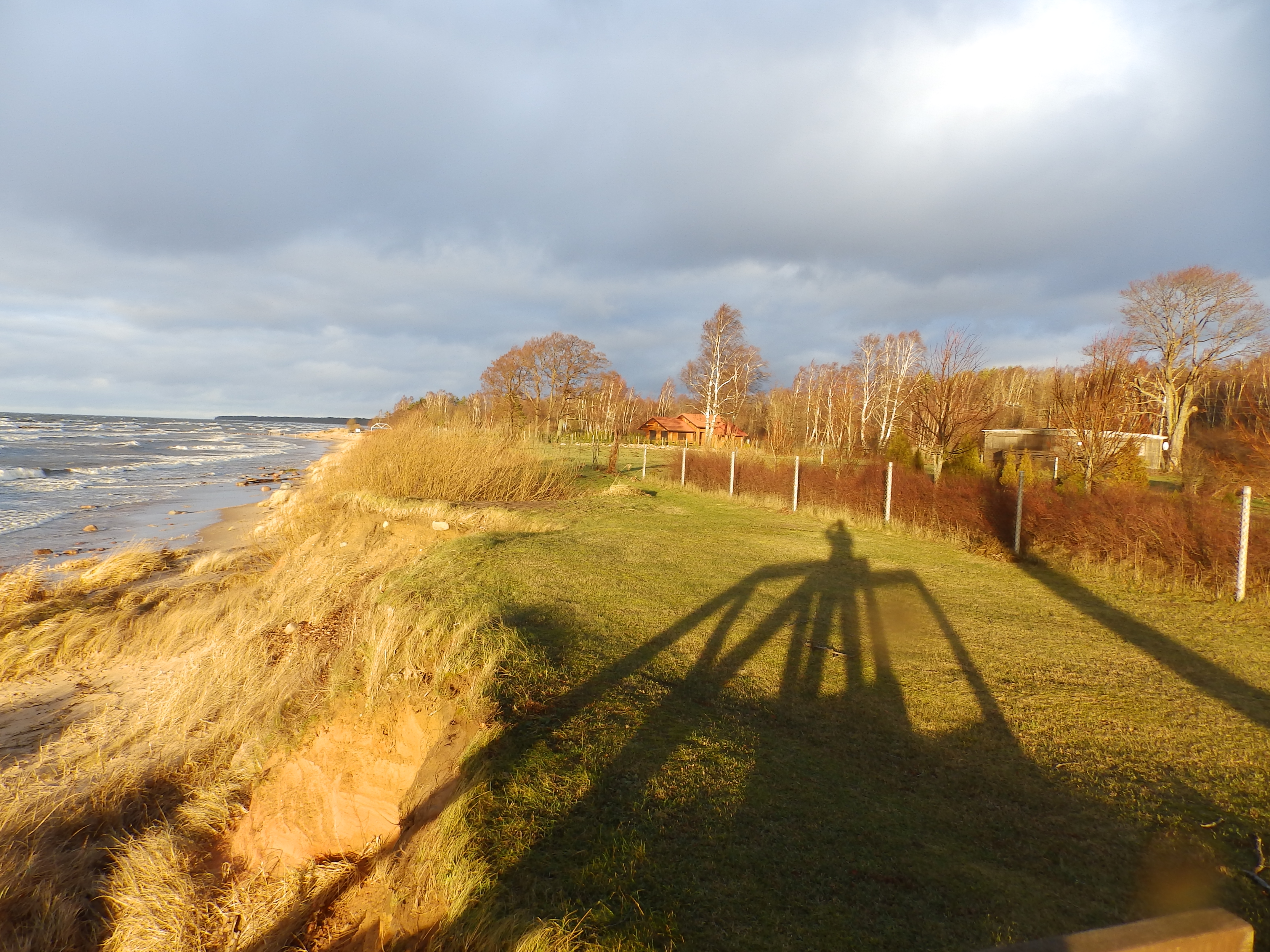
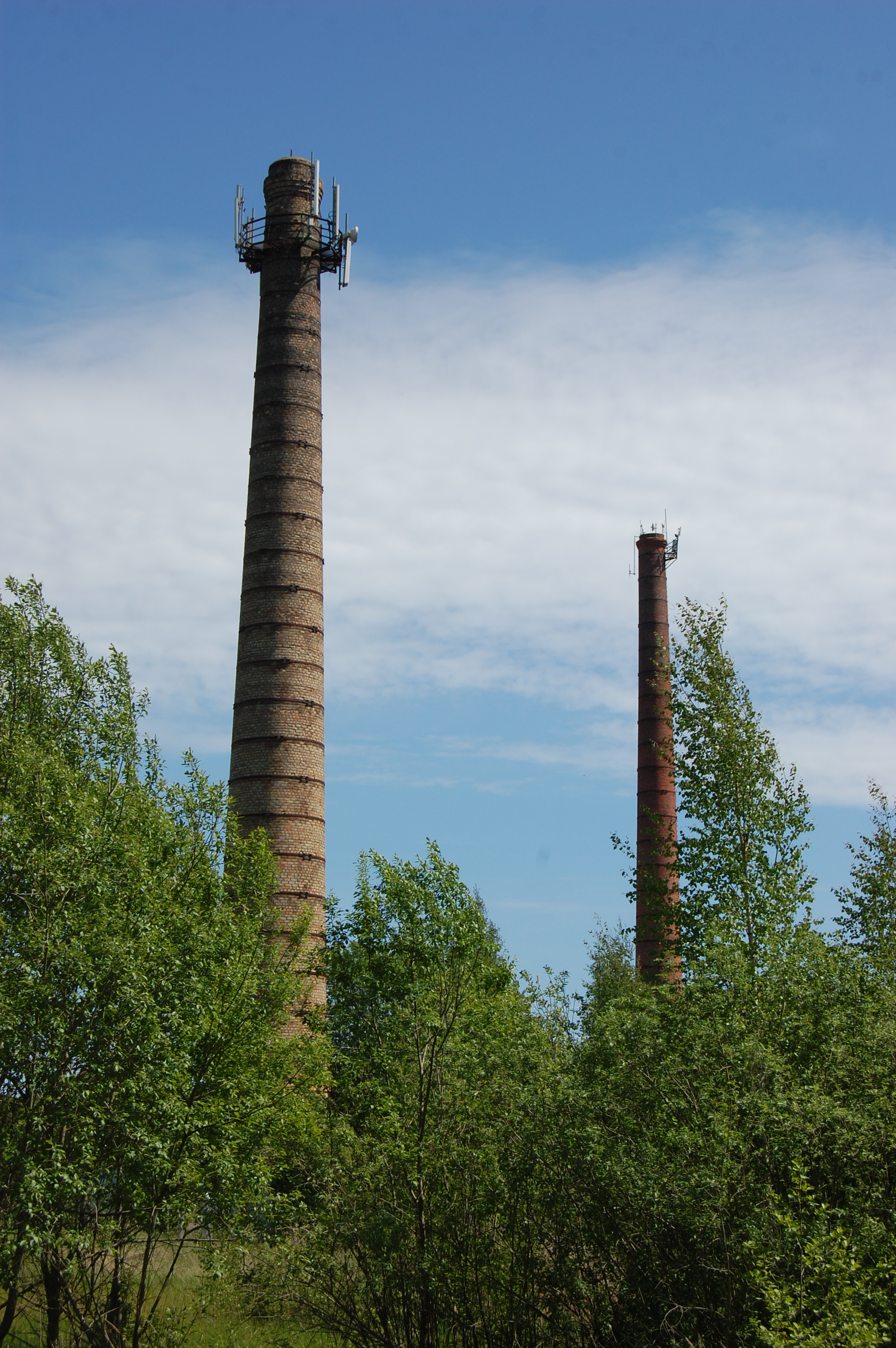
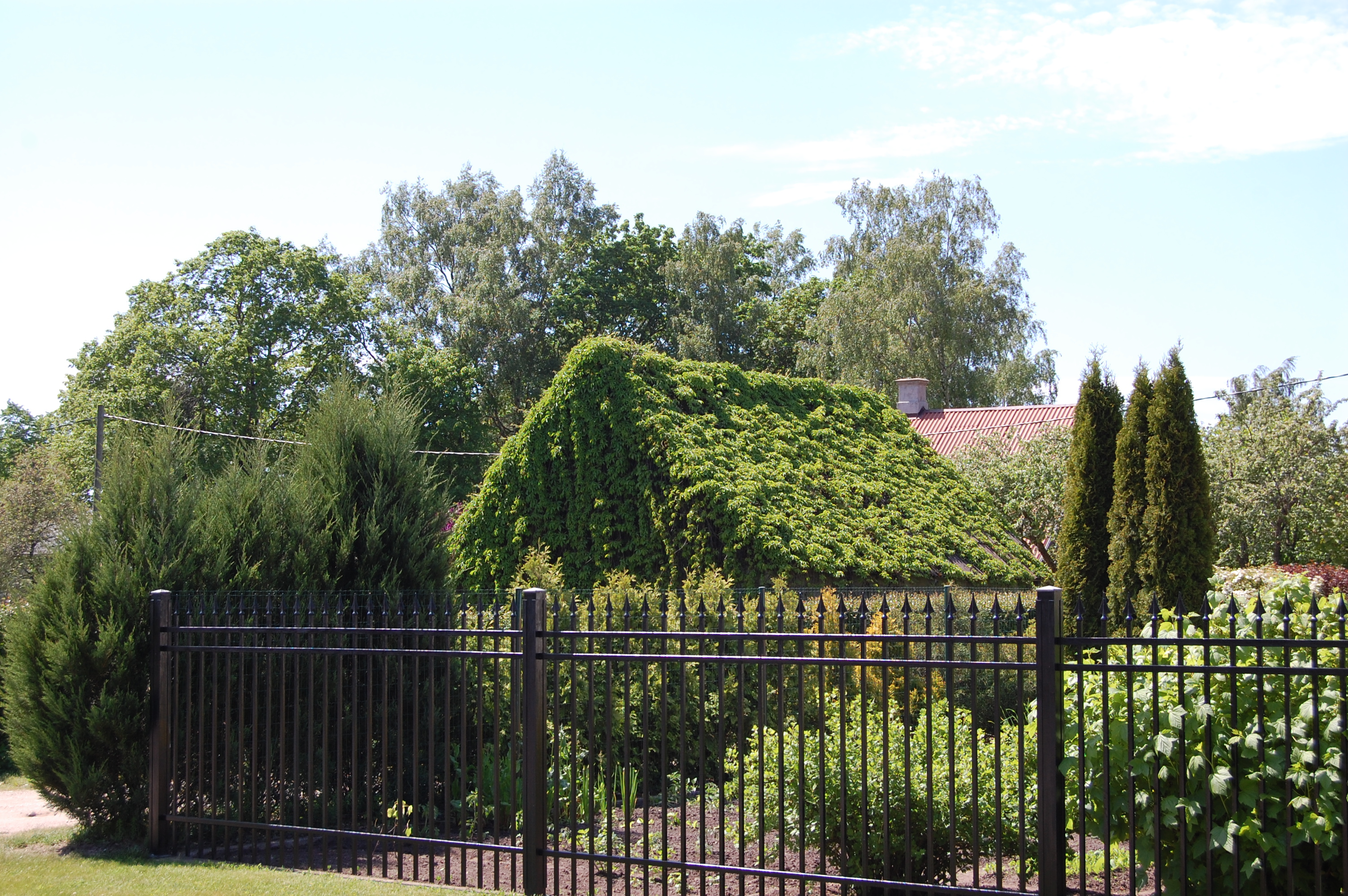